# Anders Leijonstedt
Anders Leijonstedt, né en 1649 à Uppsala, et mort le 10 octobre 1725 à Stockholm, est un comte et conseiller du Roi.
Il est le fils du pharmacien Simon Wollimhaus et frère de Jacques Gyllenborg. Comme son frère, il était gendre de Olof Arvidsson Thegner. Il a été le premier Chancelier de justice en 1714.